# Orthomegas similis
Orthomegas similis là một loài bọ cánh cứng trong họ Cerambycidae.